# Bured
Bured (en árabe: بورد‎, en francés: Boured) es una localidad marroquí perteneciente al municipio de Lesteja, en la región de Tánger-Tetuán-Alhucemas. Desde 1912 hasta 1956 perteneció a la zona norte del protectorado español de Marruecos.